# 애슐리 테소로
애슐리 테소로(Ashley Tesoro, 1983년 2월 15일 ~ )는 미국의 배우, 가수, 모델이다.

## 출연 작품
- 늑대인간 환생하다! (1998)
- 데몬 인 더 보틀 (1996)
- 비앤비 (1987)